# Państwowy Uniwersytet w Tetowie
Państwowy Uniwersytet w Tetowie (maced. Државен универзитет во Тетово, alb. Universiteti Shtetëror i Tetovës) – jeden z sześciu państwowych uniwersytetów w Macedonii Północnej, mieszczący się w Tetowie.
Państwowy Uniwersytet w Tetowie został otwarty 17 grudnia 1994 jako uczelnia prywatna. W styczniu 2004 został przekształcony w uczelnię państwową. Zajęcia są prowadzone głównie w języku albańskim, także po macedońsku i po turecku. Uniwersytet ma pięć wydziałów:
- nauk przyrodniczych (Факултет за Природни науки, Fakulteti i Shkencave Natyrore),
- ekonomii (Економски Факултет, Fakulteti i Ekonomisë),
- politechniczny (Политехнички Факултет, Fakulteti i Politeknikës),
- nauk humanistycznych i sztuk pięknych (Факултет за Хумани Науки и Уметност, Fakulteti i Shkencave Humane dhe Artit),
- prawny (Правен Факултет, Fakulteti i Drejtësisë).